# Ludwig Lewysohn
Ludwig Lewysohn, född de 15 april 1819 i Schwersenz i provinsen Posen, död den 26 mars 1901 i Stockholm, var en tysk-svensk rabbin.
Lewysohn blev filosofie doktor i Halle 1847. Han verkade efter föregående anställningar i Frankfurt an der Oder och Worms som rabbin i Stockholm 1859-83. 
Lewysohn utgav bland annat Die Zoologie des Talmuds (1858) och Sabbats- och festpredikningar, hållna i Stockholms synagoga (1864).